# Юджин Гарфілд
Юджин Гарфілд (справжнє прізвище Гарфінкель; 16 вересня 1925, Нью-Йорк, Нью-Йорк, США — 26 лютого 2017, Філадельфія, Пенсільванія, США) — американський вчений-лінгвіст, засновник Інституту наукової інформації. Один із засновників бібліометрії і наукометрії.

## Біографія
Народився в 1925 році в єврейській родині. Став доктором в Університеті Пенсильванії в 1961 році. Доктор Гарфілд був засновником Інституту Наукової інформації (ISI), в Філадельфії, Пенсильванія. ISI тепер є головною частиною наукового відділення компанії Thomson Reuters. Гарфілд розробив багато інноваційних бібліографічних творів, включаючи Індекс цитування наукових статей і інші бази даних. Він був редактором і засновником журналу для біологів. Наукометричні ідеї з'явилися у нього під впливом статті «As We May Think» Венневера Буша 1945 року. З 1955 року він працював над створенням Інституту Наукової Інформації. Створення Індексу Цитування дозволило вираховувати Імпакт-фактор. Це призвело до відкриття: виявилося, що журнали «Science» і «Nature» були ядром для всієї точної науки. Робота Гарфілда привела до розвитку декількох алгоритмів Інформаційного пошуку, як, наприклад, Pagerank. Обидва використовують структуровану цитату між вебсайтами через гіперпосилання.